# Komaszyce (województwo kujawsko-pomorskie)
Komaszyce – wieś w Polsce, położona w województwie kujawsko-pomorskim, w powiecie inowrocławskim, w gminie Inowrocław.

## Podział administracyjny
W latach 1975–1998 miejscowość administracyjnie należała do województwa bydgoskiego.

## Demografia
Według Narodowego Spisu Powszechnego (III 2011 r.) wieś liczyła 368 mieszkańców. Jest jedenastą co do wielkości miejscowością gminy Inowrocław.